# Tomizo Jošikawa
Tomizo Jošikawa (japonsky 吉川富三, よしかわ とみぞう, Jošikawa Tomizo, 1900–1995) byl významný japonský fotograf.
Působil jako vrchní ředitel Japonské fotografické společnosti a v roce 1965 od stejné společnosti obdržel ocenění. Působil také jako předseda Tokijského fotografického výzkumného sdružení.